# Жилин, Виталий Александрович
Вита́лий Алекса́ндрович Жи́лин (9 августа 1949, Погожее, Курская область — 2 мая 2013, Москва) — российский военный историк и писатель, доктор исторических наук. Генерал-лейтенант в отставке.

## Биография
Родился 9 августа 1949 года в селе Погожее Тимского район Курской области.
В 1970 году окончил Ташкентское высшее танковое командное училище. Командовал танковым взводом, ротой, батальоном в ЮГВ (Венгрия). В 1978 году с отличием окончил Военную академию бронетанковых войск. С 1978 по 1985 год служил в Забайкальском военном округе на должностях: начальника штаба — заместителя командира танкового полка, командира мотострелкового полка, командира соединения. С 1985 года — на различных ответственных должностях в Генштабе ВС СССР и России. Занимался научно-педагогической деятельностью.
В 1991 году с золотой медалью окончил Военную академию Генштаба. Заслуженный военный специалист России (1999). Член-корреспондент Академии военных наук, Международной академии наук о природе и обществе, почётный доктор наук РАЕН, академический советник Российской академии ракетных и артиллерийских наук. Доктор исторических наук (2003), профессор. Член Союза писателей России.
19 августа 2003 года в Курске состоялась презентация его исторического исследования «Танковые рыцари соловьиного края».
Умер 2 мая 2013 года в Москве. Похоронен на Троекуровском кладбище.

## Награды
- Орден «За военные заслуги» (1996)

Награждён двумя орденами Русской православной церкви, медалями, в том числе иностранными, а также различными наградами научных и писательской организаций.
Решением правления Союза писателей баталистов и маринистов от 10 февраля 2011 года по итогам конкурса, проводимого Московской организацией Союза писателей России, на лучшее произведение, изданное в 2008—2010 годах, В. А. Жилин за вклад в патриотические традиции Отечества награждён медалью «Генералиссимус Александр Суворов».